# Renald (książę Jülich i Geldrii)
Renald (ur. ok. 1365, zm. w czerwcu 1423) – książę Geldrii i hrabia Zutphen (jako Renald IV) oraz książę Jülich od 1402 r.

## Życiorys
Renald był młodszym synem księcia Jülich Wilhelma II oraz Marii, córki księcia Geldrii Renalda II. W 1402 r. odziedziczył księstwa Jülich i Geldrii po swym zmarłym bezpotomnie bracie Wilhelmie. 
Próbował przeciwdziałać zwiększaniu wpływów burgundzkich w Niderlandach, w związku z czym sprzymierzył się z Wittelsbachami z hrabstwa Holandii oraz książętami Orleanu. Poparł także króla Niemiec Ruprechta Wittelsbacha i umożliwił mu koronację w Akwizgranie. Jednak w 1407 r. w sporze o następstwo w Holandii poparł swego siostrzeńca Jana z Arkel przeciwko Wittelsbachom, za co otrzymał od niego miasto Gorinchem (oddał je później z powrotem hrabiom Holandii). Spierał się także z książętami Kleve, którym musiał odstąpić miasto Emmerich, oraz z biskupami Utrechtu. Aby pokryć rosnące zadłużenie poszerzał przywileje stanów w swych księstwach.
W 1405 r. poślubił Marię z Harcourt, córkę Jana, hrabiego Aumale i zarazem kuzynkę króla Francji Karola VI. Ponieważ jednak nie pozostawił ślubnego potomka, po jego śmierci Geldria przypadła Arnoldowi z Egmond, prawnukowi Marii, siostry Renalda II, a Jülich Adolfowi, synowi kuzyna Renalda – księcia Bergu Wilhelma I. Został pochowany w kościele kartuzów w Arnhem.